# Tachidiopsis parasimilis
Tachidiopsis parasimilis är en kräftdjursart som beskrevs av Dinet 1974. Tachidiopsis parasimilis ingår i släktet Tachidiopsis och familjen Tisbidae. Inga underarter finns listade i Catalogue of Life.